# Lucien Boyer (humoriste)
Pour les articles homonymes, voir Lucien Boyer et Boyer.
Lucien Boyer est un humoriste, chanteur et fantaisiste né Lucien Laurier le 27 juillet 1928 dans la paroisse de Sainte-Brigide à Montréal (Québec). Il est décédé subitement en 1977, laissant en deuil son épouse, Fernande Nadeau ainsi que deux enfants. Il fit une carrière relativement courte et concentrée essentiellement dans le monde des cabarets montréalais dans les années 1950 et au début des années 1960. Certains se souviennent de lui pour sa chanson En revenant de voir mon ragoût qu'il enregistra au début des années 1960 avec la famille Soucy.

## Discographie
- 1960 : En spectacle avec Lucien Boyer (avec la participation de la famille Soucy)

Pousse par ici pousse par là -- Les macros -- Robineux -- Toi ma plein de foin -- Merci bien -- Charlie-Lee -- La chose -- En revenant de voir mon ragoût
- 1961 : Chansons à répondre avec Lucien Boyer et la famille Soucy

Chevaliers de la Table Ronde -- De la bière, on en boira -- J'aime mon p'tit flocon, ma mère -- Prendre un verre de bière mon minou -- Le bon vin m'endort -- Un festin de campagne -- Où vas-tu, méchant ivrogne? -- J'attends le concours, mesdames -- Hihinla, lurette -- Marie Calumet
- 196? : Des histoires salées pour votre bon plaisir
- 2007 : Une heure avec Lucien Boyer -- (avec la participation de la famille Soucy) -- Disques Mérite, No. de catalogue 221320

En revenant de voir mon ragoût -- Chevaliers de la table ronde -- Pousse par icitte, pousse par là -- Ragoût & D'la bière on en boira -- Ragoût & Festin de campagne -- Ragoût & Hi-lin-la-lurette -- Ragoût & J'aime mon ti flacon -- Ragoût & J'attend le concours mesdames -- Ragoût & Marie-Calumet -- Ragoût & Où vas-tu méchante ivrogne? -- Ragoût & Prendre un verre de bière mon minou -- En revenant de mon ragoût (histoires continues) -- Les macros -- Les robineux